# Hans Hege (Landwirt)
Hans Hege (* 2. Februar 1885 in Löwenstein-Breitenau; † 2. Januar 1983 in Waldenburg-Hohebuch) war ein deutscher Landwirt und Pflanzenzüchter.

## Leben und Wirken
Hege war Sohn einer kinderreichen Mennonitenfamilie. Nach dem frühen Tod des Vaters Christian Hege 1907 übernahm er als junger Mann den gepachteten Breitenauer Hof. 1914 musste er die Pacht aus finanziellen Gründen kündigen.
Auf der Domäne Hohebuch, die er 1918 pachtete, gründete er eine Pflanzensaatzucht. Mit Fritz Strempfer begründete er die Bauernschule Hohenlohe.
Nach Ende des Zweiten Weltkriegs war er Gründer des Evangelischen Bauernwerks in Württemberg und 1946 als Vertreter der Bauern Mitglied der Vorläufigen Volksvertretung für Württemberg-Baden. Von 1950 bis 1966 war er Vorsitzender des Verbands Süddeutscher Zuckerrübenanbauer. Ab 1951 war er zudem Aufsichtsratsvorsitzender der Süddeutschen Zucker-AG.
Am 22. Juni 1955 wurde Hege mit 66 von 86 Stimmen vom Landtag von Baden-Württemberg zum stellvertretenden Richter in der Gruppe „ohne Befähigung zum Richteramt“ am Staatsgerichtshof für das Land Baden-Württemberg gewählt. Er wurde am 4. Juni 1958 mit 91 von 104 Stimmen vom Landtag in diesem Amt bestätigt. Er amtierte bis zu seinem Rücktritt am 16. Juni 1964.

## Familie
1913 heiratete er seine Frau Julie, geb. Barth, die Tochter des Willsbacher Landwirts und Abgeordneten Albert Barth. Aus dieser Ehe gingen der Sohn Albrecht Hege (1917–2017, evangelischer Prälat), die Tochter Charlotte Hofmann-Hege (1920–2012, Schriftstellerin) sowie der Sohn Hans-Ulrich Hege (1928–2021, Landwirt, Pflanzenzüchter und Maschinenbauer) hervor. Zwei weitere Söhne starben im Zweiten Weltkrieg.

## Ehrungen
- 1950: Ehrendoktor der Landwirtschaftlichen Hochschule Hohenheim
- 1952: Verdienstkreuz (Steckkreuz) der Bundesrepublik Deutschland
- 1960: Großes Bundesverdienstkreuz
- 1966: Bayerischer Verdienstorden
- 1981: Max-Eyth-Denkmünze in Silber